# Karel IV. a světci
Karel IV. (1316–1378), český král (1346–1378), římský král (1346–1355) a císař římský (1355–1378), lombardský král (korunovace v Miláně roku 1355) a arelatský král (korunovace v Arles roku 1365). 
Po celý svůj život byl Karel IV. znám svou hlubokou katolickou zbožností, která se projevovala mimořádnou úctou k relikviím a svatým patronům. Tato oddanost byla i v jeho době výjimečná, ačkoli podobným způsobem projevovali svou víru i jiní soudobí panovníci. Díky jeho osobnímu vztahu ke světcům vznikla řada uměleckých děl inspirovaných přímo císařem, ať už prostřednictvím dvorského umění nebo v kontextu dobové duchovní atmosféry.

## Karel IV. a svatý Václav
Prvorozený syn českého krále Jana Lucemburského a Elišky Přemyslovny byl pokřtěn 30. května 1316 a dostal jméno Václav, po hlavním patronovi Českého království. Ve svých sedmi letech, během pobytu ve Francii, přijal při biřmování jméno Karel na počest svého strýce a kmotra Karla IV. Sličného. Od té doby používal jméno svatého Karla a usiloval o to, aby dostál odkazu svého slavného jmenovce Karla Velikého i svého skutečného předka Václava. Ačkoli se oficiálně uváděl jako Karel, na některých svých pečetích si ponechal písmeno „W“ jako připomínku svého křestního jména Václav. Stejné písmeno „W“ se objevuje i na pečeti Univerzity Karlovy, založené Karlem IV. v Praze dne 7. dubna 1348. Na pečeti je vyobrazen Karel IV., klečící s korunou na hlavě před svatým Václavem, který drží prapor s českou orlicí. Právě pod tímto praporem se nachází písmeno „W“ (zkratka pro Wenceslaus), symbolizující jak Karlovo křesťanské jméno, tak jméno patrona svatého Václava. Karel tímto gestem svěřuje svou nově založenou univerzitu do ochrany svatého Václava, jenž je vnímán jako patron a věčný vládce Českého království. Symbolický význam má také podobná plátová zbroj byzantského typu, kterou nosí jak svatý Václav, tak Karel IV.[zdroj?] Historikové téměř jednomyslně souhlasí, že typář velké pečeti Univerzity Karlovy pochází z počátečního období její existence. Příznivou odezvu získala domněnka, podle níž zakázku na pečeť zadal král Karel IV. některé z norimberských zlatnických dílen kolem roku 1350. Důkazem této teorie je vyobrazení jeho mladé tváře na pečeti.

## Karel IV. a Karel Veliký
Karel IV. vědomě navazoval na odkaz Karla Velikého ve Svaté říši římské, stejně jako na svatého Václava v Čechách. Uvědomoval si, že jeho jméno Karel ho zavazuje k odkazu tohoto významného panovníka a světce, jak ho vnímala středověká společnost. Oficiálně začal používat titul Čtvrtý až po své korunovaci na římského císaře 5. dubna 1355, avšak již ve svých třech autografech z roku 1354 se sám tituloval jako Quartus, a to ještě jako pouhý římský král, čímž chtěl zdůraznit svou legitimní následnost po Karlovi I. Velikém. Během své první návštěvy Cách, korunovačního města římských králů a místa uložení ostatků Karla Velikého v jím založeném kostele Panny Marie, projevil Karel IV. mimořádný vztah k tomuto světci. Král přijel v okamžiku, kdy skončilo slavnostní vystavování tradičních svatých relikvií početným poutníkům ze Svaté říše římské a celé Evropy, které získal Karel Veliký kolem roku 800. Karel IV. naplánoval svou korunovaci v Cáchách, což byla již jeho druhá korunovace římského krále (první se odehrála provizorně v Bonnu), na den svatého Jakuba, patrona poutníků. Sám přišel do Cách jako poutník a poklonil se relikviím. Během své korunovace byl Karel IV. usazen na mramorovém trůnu Karla Velikého a měl možnost spatřit také jeho ostatky. Karel IV. požádal kapitulu o darování některých relikvií a získal tři zuby Karla Velikého (původní listina o tomto daru je dodnes zachována v Národním archivu). Později nechal Karel IV. ozdobit lebku Karla Velikého v Cáchách nádherným relikviářem ve tvaru hlavy a rovněž nechal vytvořit velký třívěžový relikviář s ostatky Umučení Páně, do kterého byla vložena také kost z ruky Karla Velikého.[zdroj?]
V Čechách Karel IV. v roce 1350 založil na Novém Městě pražském klášter augustiniánů kanovníků s kostelem, zasvěceným Karlu Velikému. Toto zasvěcení je ojedinělé v celé přilehlé Evropě a představovalo symbolický krok; dokonce i půdorys chrámu na Karlově je odvozen z osmiboké kaple Karla Velikého v Cáchách. Mons Caroli v Praze připomínal osobní vztah Karla IV. ke svatému Karlu Velikému.
Na pečeti karlovského kláštera (zachoval se pouze jeden otisk v Národním archivu) je podobná kompozice jako na pečeti Univerzity Karlovy, a to klečící panovník před stojící postavou Karla Velikého. V tomto případě má však Karel IV. na hlavě císařskou korunu a k svému patronovi vztahuje pouze sepjaté ruce. Pečetidlo vzniklo po roce 1355.[zdroj?]